# Condado de Peñalva
El condado de Peñalva es un título nobiliario español creado el 1 de enero de 1632 por el rey Felipe IV, a favor de Bernardino de Meneses y Bracamonte, corregidor de Toledo y de León y caballero de la Orden de Santiago.
El título fue rehabilitado en 1923 por el rey Alfonso XIII a favor de María de la Esperanza de Aguilera y Pérez de Herrasti.

## Armas
En campo de oro, una cadena, de azur, puesta en banda.

## Condes de Peñalva
|                                 | Titular                                                | Periodo                |
| Creación por Felipe IV          | Creación por Felipe IV                                 | Creación por Felipe IV |
| ------------------------------- | ------------------------------------------------------ | ---------------------- |
| I                               | Bernardino de Meneses y Bracamonte                     | 1632-1656              |
| II                              | Juana Lorenza de Meneses y Bracamonte                  | 1656-¿?                |
| III                             | Bernardino de Monroy y Meneses                         | ¿?-1731                |
| IV                              | Juana de Monroy y Meneses                              | 1731-¿?                |
| V                               | Juana María de Gracia de San Clemente Monroy y Meneses | ¿?-¿?                  |
| VI                              | María Cayetana de Galarza y Brizuela                   | ¿?-¿?                  |
| VII                             | Manuel Isidoro de Aguilera Moctezuma-Pacheco y Galarza | ¿?-1802                |
| Rehabilitación por Alfonso XIII |                                                        |                        |
| VIII                            | María de la Esperanza de Aguilera y Pérez de Herrasti  | 1923-1939              |
| IX                              | Joaquín Febrel y de Aguilera                           | 1951-1995              |
| X                               | Fernando Febrel y Melgarejo                            | 1996-actual titular    |

## Historia de los condes de Peñalva
- Bernardino de Meneses y Bracamonte (Talavera de la Reina, ¿?-Cartagena de Indias, 30 de enero de 1656), I conde de Peñalva,[1] corregidor de Toledo y de León y caballero de la Orden de Santiago gobernador y capitán general de la isla de La Española, presidente de la Real Audiencia de Santo Domingo,  en 1621 y gentilhombre de boca del rey. Era hijo de Gutierre de Meneses y Gaytán, señor de Foncalada, gobernador de la Serena, corregidor de Trujillo y caballero de la Orden de Alcántara, y de Juana de Bracamonte y Zapata.

Casó, en primeras nupcias, con Leonor de Carvajal y Luna, con quien tuvo a Gutierre de Meneses y Carvajal I conde de Foncalada y II vizconde de Salinas. Contrajo un segundo matrimonio con Alberta Josefa de Mendoza,  hija natural de Lorenzo Suárez de Mendoza, VI conde de Coruña, y de Isabel de Mardones y Ponce de León. Le sucedió su hija del segundo matrimonio:
- Juana Lorenza de Meneses y Mendoza Bracamonte (n. 11 de noviembre de 1653), II condesa de Peñalva[1] y II condesa del Sacro mperio Romano

Casó con Juan Gaspar Rodríguez de Monroy. Le sucedió su hijo:
- Bernardino de Monroy y Meneses (1672-1731), III conde de Peñalva.[1]

Casó con María Calderón Salgado y Castilla. Sin descendientes, le sucedió su hermana:
- Juana de Monroy y Meneses, IV condesa de Peñalva.[1]

Casó con José de San Clemente y Gaytán. Sucedió su hija:
- Juana María de Gracia de San Clemente Monroy y Meneses, , V condesa de Peñalva[1][2] y VI condesa de Foncalada.[2] Era hija de José de San Clemente y Santa Cruz, caballero de la Orden de Calatrava, y de Juana de Meneses y Monroy, hija de Gaspar Rodríguez de Monroy y de Juana Lorenza de Meneses y Mendoza Bracamonte, II condesa de Peñalva.[3]

Casó con Juan de Hoces y Mucientes. Sin descendencia, sucedió su prima:
- María Cayetana de Galarza y Brizuela (Madrid, 18 de diciembre de 1741-Madrid, 18 de abril de 1806), VI condesa de Peñalva,[1][2] VII condesa de Foncalada,[2] condesa de Fuenrubia, IV condesa de la Oliva de Gaytán, dama de la Orden de las Damas Nobles de la Reina María Luisa y académica de la Real Academia Latina Matritense.[5] Era hija de Francisco Fernando de Galarza y Suárez de Toledo, III conde la Oliva de Gaytán y de María Manuela de Brizuela y Osorio Velasco y Guadalfajara, condesa de Fuenrubia  y camarera de la reina María Josefa Amalia de Sajonia.[2]

Casó, el 2 de febrero de 1760, en Madrid con Manuel Vicente de Aguilera y Moctezuma (Salamanca, 2 de junio de 1741-Navalcarnero, 1 de diciembre de 1798), XII marqués de Cerralbo, grande de España, VII marqués de Almarza, XII marqués de Flores Dávila, VI Alba de Yeltes, IV conde de Casasola del Campo, IX conde de Villalobos y gran cruz de la Orden de Carlos III. Le sucedió su único hijo:
- Manuel Isidoro de Aguilera Moctezuma-Pacheco y Galarza (Talavera de la Reina, 2 de enero de 1762-Valencia, 3 de diciembre de 1802), VII conde de Peñalva,[1] XIII marqués de Cerralbo, grande de España,[6] VIII marqués de Almarza,[2] XIII marqués de Flores Dávila,[2] VII conde de Alba de Yeltes, V conde de Casasola del Campo, VIII conde de Foncalada, conde de Fuenrubia, X conde de Villalobos[2] y sumiller de corps del futuro rey Fernando VII.[5]

Casó, el 22 de abril de 1780 en Madrid, con María Josefa Joaquina Ruiz de Contreras y Vargas Machuca, VII condesa de Alcudia, grande de España, y VI marquesa de Campo Fuerte
Rehabilitado en 1923 por:
- María de la Esperanza de Aguilera y Pérez de Herrasti (Madrid, 28 de mayo de 1876-Madrid, 12 de enero de 1939),[8] VIII condesa de Peñalva.[1][9] Era hija de Manuel de Aguilera y Gamboa, XVI marqués de Flores Dávila, diputado a Cortes por Ciudad Rodrigo, gran cruz de la Orden de Cristo de Portugal y maestrante de Granada, y de María Esperanza Pérez de Herrasti y Antillón.[8]

Casó, el 16 de julio de 1912, con Celedonio Febrel y Contreras. Le sucedió su hijo:
- Joaquín Febrel y de Aguilera (Madrid, 17 de enero de 1916-Madrid, 24 de marzo de 1995), IX conde de Peñalva.[1][11]

Casó con María de la Paz Elena Melgarejo y Rojo-Arias. Le sucedió su hijo:
- Fernando Febrel y Melgarejo, X conde de Peñalva.[1][12]

Casó con Ana María de la Cerda y de la Serna.